# Cases parroquials de l'església de la Santa Creu
Les Cases parroquials de l'església de la Santa Creu és una obra de Cabrils (Maresme) inclosa a l'Inventari del Patrimoni Arquitectònic de Catalunya.

## Descripció
Cases parroquials o despatxos parroquials adossats a l'església de la Santa Creu. Per l'estil i l'emplaçament, malgrat les reformes i els afegits, degué ser construït a la mateixa època que l'edifici actual de l'església, ja que poc abans de la finalització d'aquesta ja era una parròquia independent respecte de Vilassar. L'edifici és d'una planta i pis, elevat respecte la plaça amb un pati tancat per una nova construcció perpendicular a la primera.